# سفارة العراق في فرنسا
سفارة العراق في فرنسا هي أرفع تمثيل دبلوماسي لدولة العراق لدى فرنسا. تقع السفارة في باريس وهي تهدف لتعزيز المصالح العراقية في فرنسا.

## وصلات خارجية
- الموقع الرسمي
- قائمة سفارات العراق
- قائمة السفارات في فرنسا